# Zora Karaman
Zora Karaman, slovenska zoologinja, * 15. april 1907, Buje, † 10. december 1974, Ljubljana.

## Življenje in delo
Rodila se je v družini slovenskih staršev. Diplomirala je leta 1932 na Filozofski fakulteti v Ljubljani in 1955 doktorirala
na Prirodoslovno-matematično-filozofski fakulteti v Ljubljani. Poučevala je na gimnazijah v Skopju, Bitoli, Kragujevcu, Smederevu in Dubrovniku. Leta 1953 je postala predavateljica entomologije na agronomsko-gozdarski fakulteti v Skopju, nazadnje je bila tu  
redna profesorica. V raziskovalnem delu se je posvetila preučevanju hroščev tal (opisala je več novih vrst), kobilic in jamskim živalim v južnem delu Balkanskega polotoka. Napisala in objavila je več strokovnih knjig (Fauna na Makedonija, Skopje 1971) ter znanstvenih in strokovnih člankov. Bila je tudi predsednica biološkega in speleološkega društva ter društva za zaščito rastlin v nekdanji jugoslovanski republiki Makedoniji. Socialistična republika Makedonija ji je podelila nagrado 11. oktomvri.